# مقاطعة لونغشوي لي
مقاطعة لونغشوي لي (بالصينية: 陵水黎族自治县 )‏ هي مقاطعة ذاتية الحكم، في جمهورية الصين الشعبية، تتبع هاينان، بلغ عدد سكانها 320,468 نسمة، تبلغ مساحتها 1,128 كيلومتر مربع، رمزها البريدي هو 572400.

## التقسيمات الإدارية
- Yingzhou, Hainan [الإنجليزية]‏.